# Chrysotachina tatei
Chrysotachina tatei là một loài ruồi trong họ Tachinidae.